# Camille de La Forgue de Bellegarde
Camille de La Forgue de Bellegarde (nacido el 19 de agosto de 1847―1905) fue un deportista (equitación) francés que compitió en los Juegos Olímpicos de 1900 en París.
Bellegarde ganó una medalla de bronce olímpica en Ecuestre en los Juegos Olímpicos de París 1900. Terminó tercero en salto de longitud con el caballo "Aduana", que saltó 5,30 metros.